# Acronychia crassipetala
Acronychia crassipetala är en vinruteväxtart som beskrevs av Thomas Gordon Hartley. Acronychia crassipetala ingår i släktet Acronychia och familjen vinruteväxter. Inga underarter finns listade i Catalogue of Life.